# Châteauneuf-d'Ille-et-Vilaine
Châteauneuf-d'Ille-et-Vilaine (bretonsko Kastell-Noez) je naselje in občina v severozahodnem francoskem departmaju Ille-et-Vilaine regije Bretanje. Leta 2008 je naselje imelo 1.126 prebivalcev.

## Geografija
Naselje leži v pokrajini Bretaniji jugovzhodno od Saint-Maloja, 57 km severozahodno od Rennesa.

## Uprava
Châteauneuf-d'Ille-et-Vilaine je sedež istoimenskega kantona, v katerega so poleg njegove vključene še občine Lillemer, Miniac-Morvan, Plerguer, Saint-Guinoux, Saint-Père, Ille-et-Vilaine, Saint-Suliac, Le Tronchet, Ille-et-Vilaine in La Ville-ès-Nonais z 12.525 prebivalci.
Kanton Châteauneuf-d'Ille-et-Vilaine je sestavni del okrožja Saint-Malo.

## Zanimivosti
- cerkev sv. Nikolaja,
- dvorec château de Châteauneuf iz sredine 18. stoletja, zgrajen na mestu nekdanjega srednjeveškega gradu.